# شبكة بصرية

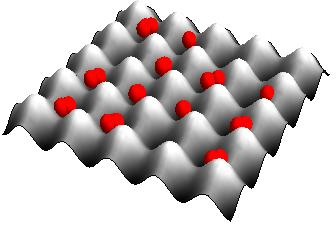

الشبكات البصرية الشبكات البصرية تقنية ليزرية لخلق افخاخ للذرات الباردة